# Fuerza histérica
Fuerza histérica, también llamada fuerza sobrehumana o super fuerza, es una manifestación de fuerza extrema de un ser humano, más allá de lo que se considera normal, que sucede generalmente cuando alguien está en una situación de vida o muerte, o piensa que lo está. Suele ocurrir cuando alguien presencia que un ser amado por éste (padre, madre, hermano) está enfrente de algo que puede generarle la muerte. Estos ejemplos, sin embargo, no han sido probados y han sido rechazados por médicos de todo el mundo, aunque la evidencia de apoyo es escasa y no concluyente cuando está disponible. La investigación sobre el fenómeno es difícil, aunque se cree que es teóricamente posible.
La fuerza sobrehumana también puede ocurrir durante un delirio.

## Ejemplos
Los ejemplos anécdoticos más comunes son de padres que levantan vehículos para salvar a sus hijos o lo contrario y cuando una persona tiene comprometida su vida. La fuerza histérica puede resultar en músculos desgarrados, debido a un estrés mecánico.
- In the summer of 2024, in Pioz, Guadalajara Spain, Carlos Javier García fractured a vertebra while trying to fend off killer wasps that attacked him with just one swift movement. After undergoing several tests, it was confirmed that he did not have osteoporosis and was diagnosed with superhuman strength.
- En 1982, en Lawrenceville (Georgia), Angela Cavallo, junto con dos vecinos, rescató a su hijo, Tony Cavallo al haberle caído un vehículo al romperse el gato que lo sostenía.
- En 2006, en Ivujivik, Quebec, Lydia Angiyou salvó a varios niños de un ataque de un oso polar hasta que un cazador le disparó.
- El mismo año, en Tucson, Arizona, Tom Boyle sacó a Kyle Holtrust de un vehículo con el conductor del coche.
- En 2009, en Ottawa (Kansas), Nick Harris levantó un auto para ayudar a una niña de 6 años que estaba debajo.
- En 2011, en Tampa, Georgia, Danous Estenor sacó a un hombre de un vehículo que lo había atrapado debajo.
- En 2013, en Oregón las hermanas Hanna y Haylee levantaron un tractor para rescatar a su padre clavado abajo.
- En 2015, en Vienna (Virginia), Charlotte Heffelmire adquirió superfuerza suficiente para quitar a su padre de una camioneta.

## Investigación
Los primeros experimentos mostraron que la adrenalina aumenta la contracción muscular, pero no la fuerza tetánica y la tasa de desarrollo de la fuerza en los músculos. Sin embargo, es cuestionable si la adrenalina, liberada de la médula suprarrenal en la circulación venosa, puede llegar al músculo con la suficiente rapidez para poder causar tal efecto en medio de una crisis. Puede ser que la noradrenalina liberada de las terminales nerviosas simpáticas directamente inervando el músculo esquelético, tiene más de un efecto sobre la escala de tiempo de segundos.
Algunos deportistas usan anfetaminas y otros estimulantes por sus efectos psicológicos y de mejora del rendimiento. En los deportes de competición, esta forma de uso está prohibida por las reglas antidopaje. En personas sanas con dosis terapéuticas orales, se ha demostrado que la anfetamina aumenta la fuerza física, la aceleración, el poder físico, y la resistencia, mientras se reduce el tiempo de reacción. Al igual que el metilfenidato y el bupropión , la anfetamina aumenta la resistencia en los seres humanos principalmente a través de la inhibición de la recaptación y la liberación de dopamina en el sistema nervioso central.